# Marand
Marand (en persan مرند, en azéri Mərənd) est une ville iranienne, chef-lieu du comté du même nom. En 2012, sa population s’élevait à 148 875 habitants.